# Фридрих III фон Кастел
Фридрих III фон Кастел (IV) (на немски: Friedrich III (IV) fon Castell; † ок. 1376, пр. 16 март 1379 в Грослангхайм, Бавария) от род Кастел е от 1349 г. до смъртта си владетел на графство Кастел. Той управлява заедно с по-големия му си полубрат Херман III († 1363/1365).

## Биография
Той е син на граф Фридрих II фон Кастел († ок. 1349) и втората му съпруга Елизабет фон Нортенберг († ок. 1358).
Фридрих първо е катедрален капитулар. От 1349 г. той поема заедно с полубрат си управлението на графството. След смъртта на брат му Херман той става съдия в Нюрнберг. Умира ок. 1376 г.

## Фамилия
Фридрих III се жени пр. 1379 г. за Елигин (Аделхайд) фон Насау-Хадамар (* ок. 1345; † пр. 1416), дъщеря на граф Йохан фон Насау-Хадамар († 1364/1365) и Елизабет фон Валдек († 1374/1385). Те имат двама сина:
- Леонхард фон Кастел (* 1379; † 16 юни 1426), от 1399 г. граф на Кастел, женен пр. 8 август 1392 г. за графиня Анна фон Хоенлое-Уфенхайм-Ентзе (* ок. 1400; + сл. 8 август 1392)
- Албрехт († млад)

Вдовицата му Аделхайд фон Насау-Хадамар се омъжва втори път ок. 1390 г. за неговия племенник Вилхелм I († 11 май 1399).